# Avessac
Avessac est une commune de l'Ouest de la France, située dans le département de la Loire-Atlantique, en région Pays de la Loire.

## Géographie

### Localisation

Situation de la commune d'Avessac dans le département de la Loire-Atlantique.

Avessac se situe à 72 km à l'est de Vannes, 74 km au sud de Rennes et à 80 km au nord de Nantes.
|                        | Sainte-Marie Ille-et-Vilaine | La Chapelle-de-Brain Ille-et-Vilaine Massérac |
| Saint-Nicolas-de-Redon | Avessac                      | Guémené-Penfao                                |
| Fégréac                | Plessé                       |                                               |

La Vilaine coule en limite nord de la commune.

### Climat
Pour des articles plus généraux, voir Climat des Pays de la Loire et Climat de la Loire-Atlantique.
En 2010, le climat de la commune est de type climat océanique franc, selon une étude du CNRS s'appuyant sur une série de données couvrant la période 1971-2000. En 2020, Météo-France publie une typologie des climats de la France métropolitaine dans laquelle la commune est exposée à un climat océanique et est dans la région climatique Bretagne orientale et méridionale, Pays nantais, Vendée, caractérisée par une faible pluviométrie en été et une bonne insolation.
Pour la période 1971-2000, la température annuelle moyenne est de 11,8 °C, avec une amplitude thermique annuelle de 13,1 °C. Le cumul annuel moyen de précipitations est de 817 mm, avec 12,6 jours de précipitations en janvier et 6,2 jours en juillet. Pour la période 1991-2020, la température moyenne annuelle observée sur la station météorologique de Météo-France la plus proche, sur la commune de Saint-Jacut-les-Pins à 17 km à vol d'oiseau, est de 12,4 °C et le cumul annuel moyen de précipitations est de 947,8 mm,. Pour l'avenir, les paramètres climatiques de la commune estimés pour 2050 selon différents scénarios d'émission de gaz à effet de serre sont consultables sur un site dédié publié par Météo-France en novembre 2022.

## Urbanisme

### Typologie
Au 1er janvier 2024, Avessac est catégorisée commune rurale à habitat très dispersé, selon la nouvelle grille communale de densité à sept niveaux définie par l'Insee en 2022.
Elle est située hors unité urbaine. Par ailleurs la commune fait partie de l'aire d'attraction de Redon, dont elle est une commune de la couronne,. Cette aire, qui regroupe 22 communes, est catégorisée dans les aires de moins de 50 000 habitants,.

### Occupation des sols
L'occupation des sols de la commune, telle qu'elle ressort de la base de données européenne d’occupation biophysique des sols Corine Land Cover (CLC), est marquée par l'importance des territoires agricoles (91,1 % en 2018), une proportion sensiblement équivalente à celle de 1990 (91,3 %). La répartition détaillée en 2018 est la suivante : 
terres arables (45,2 %), zones agricoles hétérogènes (29 %), prairies (16,9 %), forêts (6,8 %), zones urbanisées (1,1 %), zones humides intérieures (0,6 %), eaux continentales (0,3 %). L'évolution de l’occupation des sols de la commune et de ses infrastructures peut être observée sur les différentes représentations cartographiques du territoire : la carte de Cassini (XVIIIe siècle), la carte d'état-major (1820-1866) et les cartes ou photos aériennes de l'IGN pour la période actuelle (1950 à aujourd'hui).

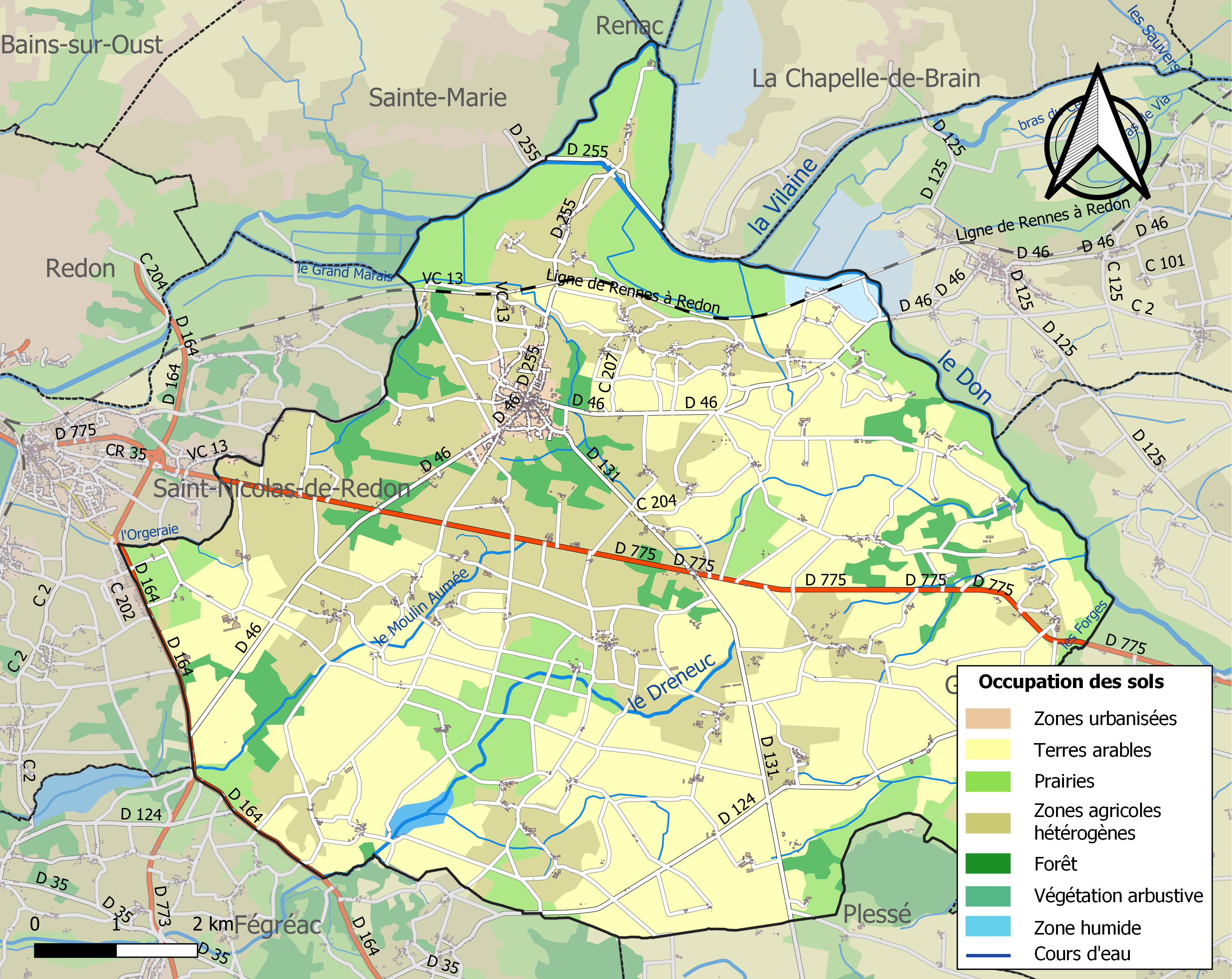
Carte des infrastructures et de l'occupation des sols de la commune en 2018 (CLC).

## Toponymie
Le nom de la localité est attesté sous les formes Auesiaca en 836, Avizac en 861, Plebs Daviciaca en 869, Auzaca en 892, Pleb Avizac au IXe siècle, Aveçac en 1237, Aussac en 1630.
Il s'agit d'un type toponymique gallo-roman en -(i)acum, dont le premier élément représente le nom de personne latin Avicius, nom porté par un autochtone.
Avessac possède un nom en gallo, la langue d'oïl locale, écrit Avessa selon l'écriture ABCD ou Aveça selon l'écriture MOGA. En gallo, le nom de la commune se prononce [a.və.sa] ou [avœsa],.
La forme bretonne proposée par l'Office public de la langue bretonne est Avezeg.

## Héraldique
| Blason | Blasonnement : Taillé d'azur et de gueules, à l'ancre de sable avec sa gumène d'or à senestre et entrelacé avec une branche de chêne de sinople posée en bande et brochant sur le taillé ; le tout sommé d'un comble d'or chargé de cinq fleurs de lis d'azur. |

## Politique et administration
| Élections présidentielles, résultats des deuxièmes tours.                                  | Élections présidentielles, résultats des deuxièmes tours. | Élections présidentielles, résultats des deuxièmes tours. | Élections présidentielles, résultats des deuxièmes tours. | Élections présidentielles, résultats des deuxièmes tours. | Élections présidentielles, résultats des deuxièmes tours. | Élections présidentielles, résultats des deuxièmes tours. | Élections présidentielles, résultats des deuxièmes tours. |
| Année                                                                                      | Élu                                                       | Élu                                                       | Élu                                                       | Battu                                                     | Battu                                                     | Battu                                                     | Participation                                             |
| ------------------------------------------------------------------------------------------ | --------------------------------------------------------- | --------------------------------------------------------- | --------------------------------------------------------- | --------------------------------------------------------- | --------------------------------------------------------- | --------------------------------------------------------- | --------------------------------------------------------- |
| 2002                                                                                       | %                                                         | Jacques Chirac                                            | RPR                                                       | %                                                         | Jean-Marie Le Pen                                         | FN                                                        | indisponible %                                            |
| 2007                                                                                       | 49,4 %                                                    | Nicolas Sarkozy                                           | UMP                                                       | 50,6 %                                                    | Ségolène Royal                                            | PS                                                        | 87,26 %                                                   |
| 2012                                                                                       | 54,69 %                                                   | François Hollande                                         | PS                                                        | 45,31 %                                                   | Nicolas Sarkozy                                           | UMP                                                       | 85,86 %                                                   |
| 2017                                                                                       | 64,79 %                                                   | Emmanuel Macron                                           | EM                                                        | 33,21 %                                                   | Marine Le Pen                                             | FN                                                        | 82,34 %                                                   |
| 2022                                                                                       | %                                                         | Emmanuel Macron                                           | LREM                                                      | %                                                         | Marine Le Pen                                             | RN                                                        | %                                                         |
| Élections législatives, résultats des deux meilleurs scores du dernier tour de scrutin.    |                                                           |                                                           |                                                           |                                                           |                                                           |                                                           |                                                           |
| Année                                                                                      | Élu                                                       | Élu                                                       | Élu                                                       | Battu                                                     | Battu                                                     | Battu                                                     | Participation                                             |
| Avessac est répartie sur plusieurs circonscriptions, cf. les résultats des .               |                                                           |                                                           |                                                           |                                                           |                                                           |                                                           |                                                           |
| Avant 2010, Avessac est répartie sur plusieurs circonscriptions, cf. les résultats des .   |                                                           |                                                           |                                                           |                                                           |                                                           |                                                           |                                                           |
| 2002                                                                                       | %                                                         |                                                           |                                                           | %                                                         |                                                           |                                                           | indisponible %                                            |
| 2007                                                                                       | 55,75 %                                                   | Christophe Priou                                          | UMP                                                       | 44,25 %                                                   | Adeline L'Honen                                           | PS                                                        | 62,33 %                                                   |
| Après 2010, Avessac est répartie sur plusieurs circonscriptions, cf. les résultats de .    |                                                           |                                                           |                                                           |                                                           |                                                           |                                                           |                                                           |
| 2012                                                                                       | 54,87 %                                                   | Yves Daniel                                               | Yves Daniel                                               | 45,13 %                                                   | Michel Hunault                                            | UMP                                                       | 59,92 %                                                   |
| 2017                                                                                       | 64,60 %                                                   | Yves Daniel                                               | LREM                                                      | 35,40 %                                                   | Alain Hunault                                             | LR                                                        | 42,31 %                                                   |
| 2022                                                                                       | %                                                         |                                                           |                                                           | %                                                         |                                                           |                                                           | %                                                         |
| 2024                                                                                       | %                                                         |                                                           |                                                           | %                                                         |                                                           |                                                           | %                                                         |
| Élections européennes, résultats des deux meilleurs scores.                                |                                                           |                                                           |                                                           |                                                           |                                                           |                                                           |                                                           |
| Année                                                                                      | Liste 1re                                                 | Liste 1re                                                 | Liste 1re                                                 | Liste 2e                                                  | Liste 2e                                                  | Liste 2e                                                  | Participation                                             |
| 2004                                                                                       | %                                                         |                                                           |                                                           | %                                                         |                                                           |                                                           | indisponible %                                            |
| 2009                                                                                       | 26,38 %                                                   | Christophe Béchu                                          | UMP                                                       | 17,21 %                                                   | Yannick Jadot                                             | EELV                                                      | 42,27 %                                                   |
| 2014                                                                                       | 21,78 %                                                   | Marine Le Pen                                             | FN                                                        | 18,22 %                                                   | Alain Cadec                                               | UMP                                                       | 43,92 %                                                   |
| 2019                                                                                       | %                                                         |                                                           |                                                           | %                                                         |                                                           |                                                           | %                                                         |
| 2024                                                                                       | %                                                         |                                                           |                                                           | %                                                         |                                                           |                                                           | %                                                         |
| Élections régionales, résultats des deux meilleurs scores.                                 |                                                           |                                                           |                                                           |                                                           |                                                           |                                                           |                                                           |
| Année                                                                                      | Liste 1re                                                 | Liste 1re                                                 | Liste 1re                                                 | Liste 2e                                                  | Liste 2e                                                  | Liste 2e                                                  | Participation                                             |
| 2004                                                                                       | 53,65 %                                                   | Jacques Auxiette                                          | PS                                                        | 46,35 %                                                   | François Fillon                                           | UMP                                                       | 62,07 %                                                   |
| 2010                                                                                       | 58,08 %                                                   | Jacques Auxiette                                          | PS                                                        | 41,92 %                                                   | Christophe Béchu                                          | UMP                                                       | 51,62 %                                                   |
| 2015                                                                                       | 35,98 %                                                   | Bruno Retailleau                                          | LR                                                        | 40,80 %                                                   | Christophe Clergeau                                       | PS                                                        | 58,74 %                                                   |
| 2021                                                                                       | %                                                         |                                                           |                                                           | %                                                         |                                                           |                                                           | %                                                         |
| Élections cantonales, résultats des deux meilleurs scores du dernier tour de scrutin.      |                                                           |                                                           |                                                           |                                                           |                                                           |                                                           |                                                           |
| Année                                                                                      | Élu                                                       | Élu                                                       | Élu                                                       | Battu                                                     | Battu                                                     | Battu                                                     | Participation                                             |
| Avessac est répartie sur plusieurs cantons, cf. les résultats de ceux de .                 |                                                           |                                                           |                                                           |                                                           |                                                           |                                                           |                                                           |
| 2001                                                                                       | %                                                         |                                                           |                                                           | %                                                         |                                                           |                                                           | indisponible %                                            |
| 2004                                                                                       | %                                                         |                                                           |                                                           | %                                                         |                                                           |                                                           | indisponible %                                            |
| 2008                                                                                       | 78,19 %                                                   | Yvon Mahé élu au premier tour                             | PS                                                        | 18,29 %                                                   | Pascal Roger                                              | UMP                                                       | 72,76 %                                                   |
| 2011                                                                                       | %                                                         |                                                           |                                                           | %                                                         |                                                           |                                                           | indisponible %                                            |
| Élections départementales, résultats des deux meilleurs scores du dernier tour de scrutin. |                                                           |                                                           |                                                           |                                                           |                                                           |                                                           |                                                           |
| Année                                                                                      | Élus                                                      | Élus                                                      | Élus                                                      | Battus                                                    | Battus                                                    | Battus                                                    | Participation                                             |
| Avessac est répartie sur plusieurs cantons, cf. les résultats de ceux de .                 |                                                           |                                                           |                                                           |                                                           |                                                           |                                                           |                                                           |
| 2015                                                                                       | 50,54 %                                                   | Danielle Cornet et Bernard Lebeau                         | DVG                                                       | 49,46 %                                                   | Bernard Clouet et Dominique Fraslin                       | Union de la droite                                        | 47,75 %                                                   |
| 2021                                                                                       | %                                                         |                                                           |                                                           | %                                                         |                                                           |                                                           | %                                                         |
| Référendums.                                                                               |                                                           |                                                           |                                                           |                                                           |                                                           |                                                           |                                                           |
| Année                                                                                      | Oui (national)                                            | Oui (national)                                            | Oui (national)                                            | Non (national)                                            | Non (national)                                            | Non (national)                                            | Participation                                             |
| 1992                                                                                       | % (51,04 %)                                               | % (51,04 %)                                               | % (51,04 %)                                               | % (48,96 %)                                               | % (48,96 %)                                               | % (48,96 %)                                               | indisponible %                                            |
| 2000                                                                                       | 78,90 % (73,21 %)                                         | 78,90 % (73,21 %)                                         | 78,90 % (73,21 %)                                         | 21,10 % (26,79 %)                                         | 21,10 % (26,79 %)                                         | 21,10 % (26,79 %)                                         | 33,81 %                                                   |
| 2005                                                                                       | 44,86 % (45,33 %)                                         | 44,86 % (45,33 %)                                         | 44,86 % (45,33 %)                                         | 55,14 % (54,67 %)                                         | 55,14 % (54,67 %)                                         | 55,14 % (54,67 %)                                         | 73,14 %                                                   |

### Jumelages
Cette commune est jumelée avec Saint-Martin-d'Ablois, Marne (51), Champagne-Ardenne, France.

## Population et société

### Démographie
Selon le classement établi par l'Insee, Avessac est une commune multi polarisée. Elle fait partie de la zone d'emploi de Nantes et du bassin de vie de Redon. Elle n'est intégrée dans aucune unité urbaine. Toujours selon l'Insee, en 2010, la répartition de la population sur le territoire de la commune était considérée comme « peu dense » : 62 % des habitants résidaient dans des zones « peu denses » et 38 % dans des zones « très peu denses ».

#### Évolution démographique
L'évolution du nombre d'habitants est connue à travers les recensements de la population effectués dans la commune depuis 1793. Pour les communes de moins de 10 000 habitants, une enquête de recensement portant sur toute la population est réalisée tous les cinq ans, les populations de référence des années intermédiaires étant quant à elles estimées par interpolation ou extrapolation. Pour la commune, le premier recensement exhaustif entrant dans le cadre du nouveau dispositif a été réalisé en 2007.

En 2022, la commune comptait 2 451 habitants, en évolution de −2 % par rapport à 2016 (Loire-Atlantique : +6,68 %, France hors Mayotte : +2,11 %).
| 1793  | 1800  | 1806  | 1821  | 1831  | 1836  | 1841  | 1846  | 1851  |
| ----- | ----- | ----- | ----- | ----- | ----- | ----- | ----- | ----- |
| 2 299 | 2 012 | 1 740 | 2 084 | 2 370 | 2 339 | 2 422 | 2 464 | 2 541 |

| 1856  | 1861  | 1866  | 1872  | 1876  | 1881  | 1886  | 1891  | 1896  |
| ----- | ----- | ----- | ----- | ----- | ----- | ----- | ----- | ----- |
| 2 489 | 2 834 | 3 210 | 3 427 | 3 425 | 3 695 | 3 647 | 3 616 | 3 703 |

| 1901  | 1906  | 1911  | 1921  | 1926  | 1931  | 1936  | 1946  | 1954  |
| ----- | ----- | ----- | ----- | ----- | ----- | ----- | ----- | ----- |
| 3 732 | 3 678 | 3 549 | 3 098 | 3 137 | 3 042 | 2 845 | 2 759 | 2 541 |

| 1962  | 1968  | 1975  | 1982  | 1990  | 1999  | 2006  | 2007  | 2012  |
| ----- | ----- | ----- | ----- | ----- | ----- | ----- | ----- | ----- |
| 2 496 | 2 405 | 2 356 | 2 395 | 2 233 | 2 154 | 2 357 | 2 387 | 2 494 |

| 2017  | 2022  | - | - | - | - | - | - | - |
| ----- | ----- | - | - | - | - | - | - | - |
| 2 476 | 2 451 | - | - | - | - | - | - | - |

#### Pyramide des âges
La population de la commune est relativement jeune.
En 2018, le taux de personnes d'un âge inférieur à 30 ans s'élève à 33,9 %, soit en dessous de la moyenne départementale (37,3 %). À l'inverse, le taux de personnes d'âge supérieur à 60 ans est de 28,6 % la même année, alors qu'il est de 23,8 % au niveau départemental.
En 2018, la commune comptait 1 206 hommes pour 1 262 femmes, soit un taux de 51,13 % de femmes, légèrement inférieur au taux départemental (51,42 %).
Les pyramides des âges de la commune et du département s'établissent comme suit.
| Hommes | Classe d’âge | Femmes |
| ------ | ------------ | ------ |
| 0,1    | 90 ou +      | 1,2    |
| 7,4    | 75-89 ans    | 10,2   |
| 18,9   | 60-74 ans    | 19,2   |
| 19,6   | 45-59 ans    | 17,7   |
| 20,0   | 30-44 ans    | 17,7   |
| 14,9   | 15-29 ans    | 12,4   |
| 19,1   | 0-14 ans     | 21,6   |

| Hommes | Classe d’âge | Femmes |
| ------ | ------------ | ------ |
| 0,6    | 90 ou +      | 1,8    |
| 6      | 75-89 ans    | 8,6    |
| 15,1   | 60-74 ans    | 16,4   |
| 19,4   | 45-59 ans    | 18,8   |
| 20,1   | 30-44 ans    | 19,3   |
| 19,2   | 15-29 ans    | 17,4   |
| 19,5   | 0-14 ans     | 17,6   |

## Culture locale et patrimoine

### Lieux et monuments
- La poterie céramiques Dewar.

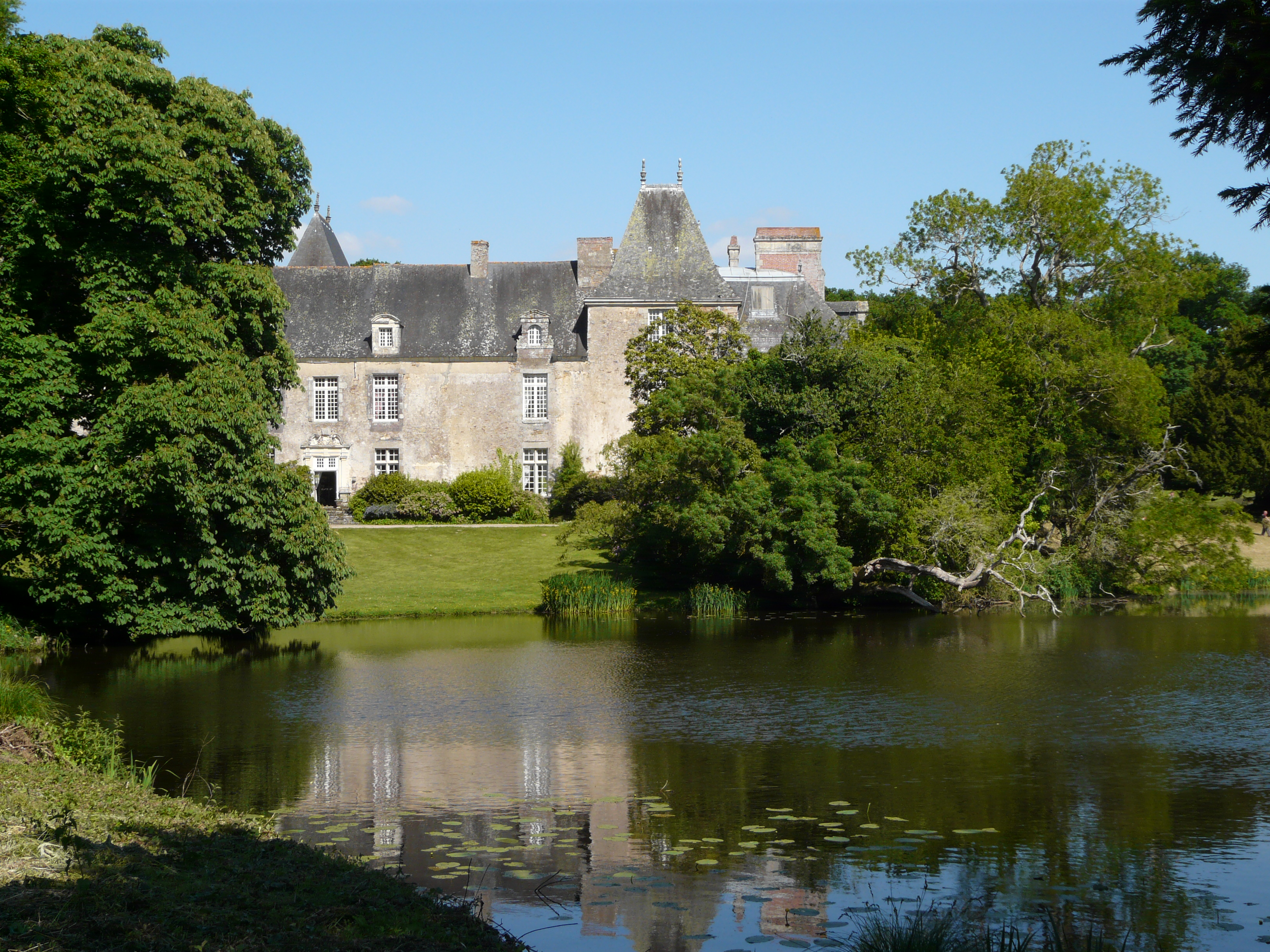
Château et parc du Pordor.

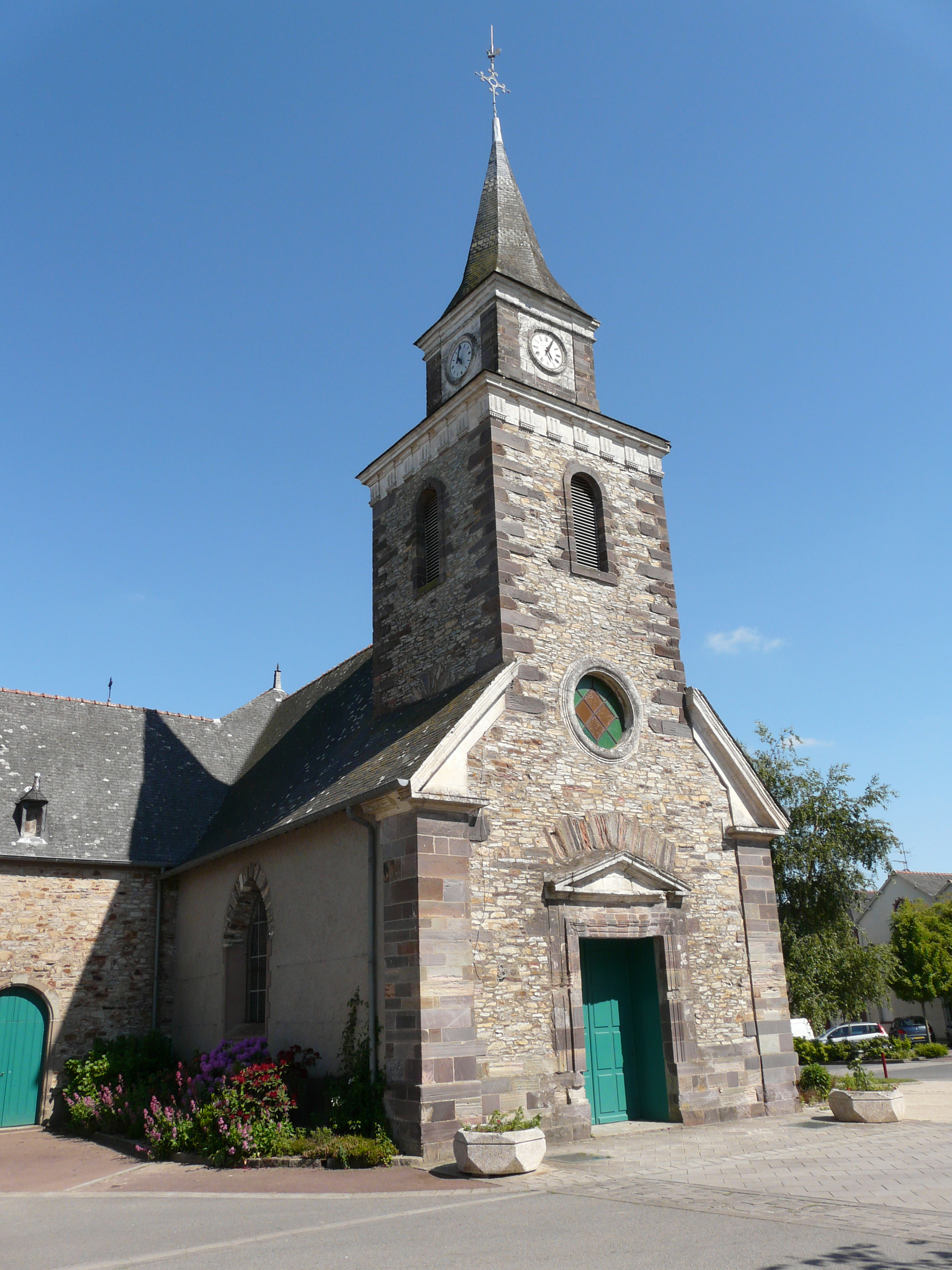
L'église.

- Le four à chaux : sa datation reste encore un mystère. Les aménagements du site invitent à découvrir le fonctionnement du four et à retrouver le procédé de transformation de la pierre calcaire en chaux et des démonstrations sont organisées.
- L'église Saint-Pierre-et-Saint-Paul.
- Le château de Pordor (XIVe-XVIIe-XVIIIe-XIXe-XXes).
- Le château de la Châtaigneraie (XIXe siècle).
- Le manoir de Cothias (XVIe siècle).
- Le puits (XVe siècle), situé à Berrulé.
- Le lavoir (XVIIIe – XXe siècles), situé au chemin du Lavoir.
- Les deux moulins de Camargois dont le moulin à vent (XVIIIe siècle) de Camargois et le moulin à eau (XVIIe – XXe siècles), à Tesdan.
- La vallée du Don, sur la route de Massérac et son panorama imprenable au rocher du Veau.
- Le circuit de promenade des Salentin dont le départ se trouve au terrain des sports (7 km ou 14 km).

### Personnalités liées à la commune
- Le marquis Régis de l'Estourbeillon (1858-1946), demeurant au château de Penhouët, député du Morbihan et président de l'Union régionaliste bretonne.
- La famille Sallentin, propriétaire du château et des terres du Pordor. Cette famille est connue depuis le XVIe siècle dans le patriciat de la ville de Pont-Sainte-Maxence (Oise). Installée à Nantes, la branche du Pordor fait fortune à la fin du XVIIIe et au début du XIXe siècle dans le négoce des céréales, puis dans le commerce triangulaire.
- Jean-Baptiste Allard (1904-1984), policier et résistant.